# Thevenemyia
Thevenemyia is een vliegengeslacht uit de familie van de wolzwevers (Bombyliidae).

## Soorten
- T. accedens Hall, 1969
- T. affinis Hall, 1969
- T. californica Bigot, 1875
- T. canuta Hall, 1969
- T. celer (Cole, 1919)
- T. culiciformis (Hull, 1965)
- T. funestus (Osten Sacken, 1877)
- T. harrisi (Osten Sacken, 1877)
- T. laniger (Cresson, 1919)
- T. lotus (Williston, 1893)
- T. luctifer (Osten Sacken, 1877)
- T. maculipennis (Hull, 1965)
- T. magnus (Osten Sacken, 1877)
- T. marginatus (Osten Sacken, 1877)
- T. melanderi Hall, 1969
- T. muricatus (Osten Sacken, 1877)
- T. niger (Macquart, 1834)
- T. notata Hall, 1969
- T. phalantha Hall, 1969
- T. sodalis (Williston, 1893)
- T. speciosa Hall, 1969
- T. tridentatus (Hull, 1966)